# Ruppen (Kronach)
Ruppen ist ein Gemeindeteil der Kreisstadt Kronach im oberfränkischen Landkreis Kronach in Bayern.

## Geographie
Das Dorf bildet mit Kronach im Westen eine geschlossene Siedlung. Es liegt an einem Seitenarm der Rodach. Die Bundesstraße 173 führt nach Kronach bzw. an Höfles vorbei nach Unterrodach (2,8 km nordöstlich). Die Kreisstraße KC 12 verbindet mit Vogtendorf (0,6 km südöstlich).

## Geschichte
Gegen Ende des 18. Jahrhunderts gehörte der „Rupfenshof“ zu Höfles. Das Hochgericht übte das bambergische Centamt Kronach aus. Grundherr des Zinshofes war das Gotteshaus Kronach.
Mit dem Gemeindeedikt wurde Ruppen dem 1808 gebildeten Steuerdistrikt Unterrodach und der 1818 gebildeten Ruralgemeinde Höfles zugewiesen. Im 19. Jahrhundert wurde der Ort „Ruppenwirthshaus“ genannt. Am 1. Mai 1975 wurde Ruppen im Zuge der Gebietsreform in Bayern in Kronach eingegliedert.

### Baudenkmäler
- Haus Nr. 9: Gasthaus zum Goldenen Hirschen
- Flurkreuz
- Bildstock
- Kreuzweg, Stationen 10 bis 12

### Einwohnerentwicklung
| Jahr      | 001854 | 001861 | 001871 | 001885 | 001900 | 001925 | 001950 | 001961 | 001970 | 001987 |
| Einwohner |        | 13     | *      | *      | 21     | 82     | 146    | 158    | 157    | 160    |
| Häuser    | 2      |        |        | *      | 3      | 12     | 24     | 32     |        | 44     |
| Quelle    | [ 5 ]  | [ 8 ]  | [ 9 ]  | [ 10 ] | [ 11 ] | [ 12 ] | [ 13 ] | [ 14 ] | [ 15 ] | [ 1 ]  |

## Religion
Der Ort ist seit der Reformation gemischt konfessionell. Die Katholiken sind nach St. Johannes der Täufer in Kronach und die Protestanten nach St. Jakobus in Fischbach gepfarrt.